# Skånes försvarsområde
Skånes försvarsområde (Fo 14), ursprungligen Kristianstads försvarsområde (Fo 14), var ett svenskt försvarsområde inom Försvarsmakten som verkade i olika former åren 1942–2000. Försvarsområdesstaben var förlagd i Hässleholms garnison i Hässleholm.

## Historik
Kristianstads försvarsområde bildades den 1 oktober 1942 och hade inledningsvis sin stab i Karlshamn. Försvarsområdet omfattade geografiskt Kristianstads län. Den 9 oktober 1942 omlokaliserades stagen till Kristianstad. I Kristianstad huserade försvarsområdesstaben på flera adresser, 1942 V Boulevarden 20, 1944 V Boulevarden 37, 1948 marketenteriet vid Wendes artilleriregementes kaserner på Södra Kaserngatan 6. Efter att Wendes artilleriregemente flyttade ut från staden till Norra Åsum, övertogs kanslihuset den 27 maj 1958 på Östra Kaserngatan. Den 9 oktober 1966 omlokaliserades staben till Stora kronohuset.
I samband med den så kallade OLLI-reformen, vilken pågick inom försvaret under åren 1973–1975, uppgick Kristianstads försvarsområde den 1 juli 1975 i Norra skånska regementet (P 6), vilket upphöjdes till ett försvarsområdesregemente samma år och fick beteckningen P 6/Fo 14.
Genom försvarsbeslutet 1992 avvecklades Norra skånska regementet den 30 juni 1994. Försvarsområdesstaben som hade gemensam stab med Norra skånska regementet, kom då att överföras till Skånska dragonregementet i Hässleholm. Den 1 januari 1998 antogs namnet Skånes försvarsområde (Fo 14), detta som en markering till att det andra försvarsområdet i Skåne, Malmö försvarsområde (Fo 11) avvecklades den 31 december 1997 som egen stab och uppgick Kristianstads försvarsområde den 1 januari 1998. Avvecklingen av Malmö försvarsområde gjorde på grund av den länsreform som skedde samma tid, då Skånes län bildades året innan. Försvarsområdet avvecklades den 30 juni 2000 genom försvarsbeslutet 2000.

## Förbandschefer
Förbandschefen titulerades försvarsområdesbefälhavare och hade fick i samband OLLI-reformen med tjänstegraden överste av första graden.

- 1942–1945: Överstelöjtnant Eric Dahlberg
- 1945–1954: Överste Axel Ståhle
- 1954–1966: Överste Folke Francke
- 1966–1970: Överste Åke Wahlgren
- 1970–1974: Överste Åke Lundberg
- 1974–1975: Överste Bengt Bertilsson
- 1975–1977: Överste 1. graden Lars-Fritiof Melin
- 1977–1983: Överste 1. graden Curt Hasselgren
- 1983–1992: Överste 1. graden Nils Lundell
- 1992–1998: Överste 1. graden Jan Bergström
- 1998–2000: Överste 1. graden Kjell Plantin

## Namn, beteckning och förläggningsort
| Kristianstads försvarsområde | 1942-10-01 | – | 1997-12-31 |
| Skånes försvarsområde        | 1998-01-01 | – | 2000-06-30 |

| Fo 14     | 1942-10-01 | – | 1975-06-30 |
| P 6/Fo 14 | 1975-07-01 | – | 1994-06-30 |
| P 2/Fo 14 | 1994-07-01 | – | 2000-06-30 |

| Karlshamn (F)              | 1942-09-15 | – | 1942-10-08 |
| Kristianstads garnison (F) | 1942-10-09 | – | 1994-06-30 |
| Hässleholms garnison (F)   | 1994-07-01 | – | 2000-06-30 |

## Galleri

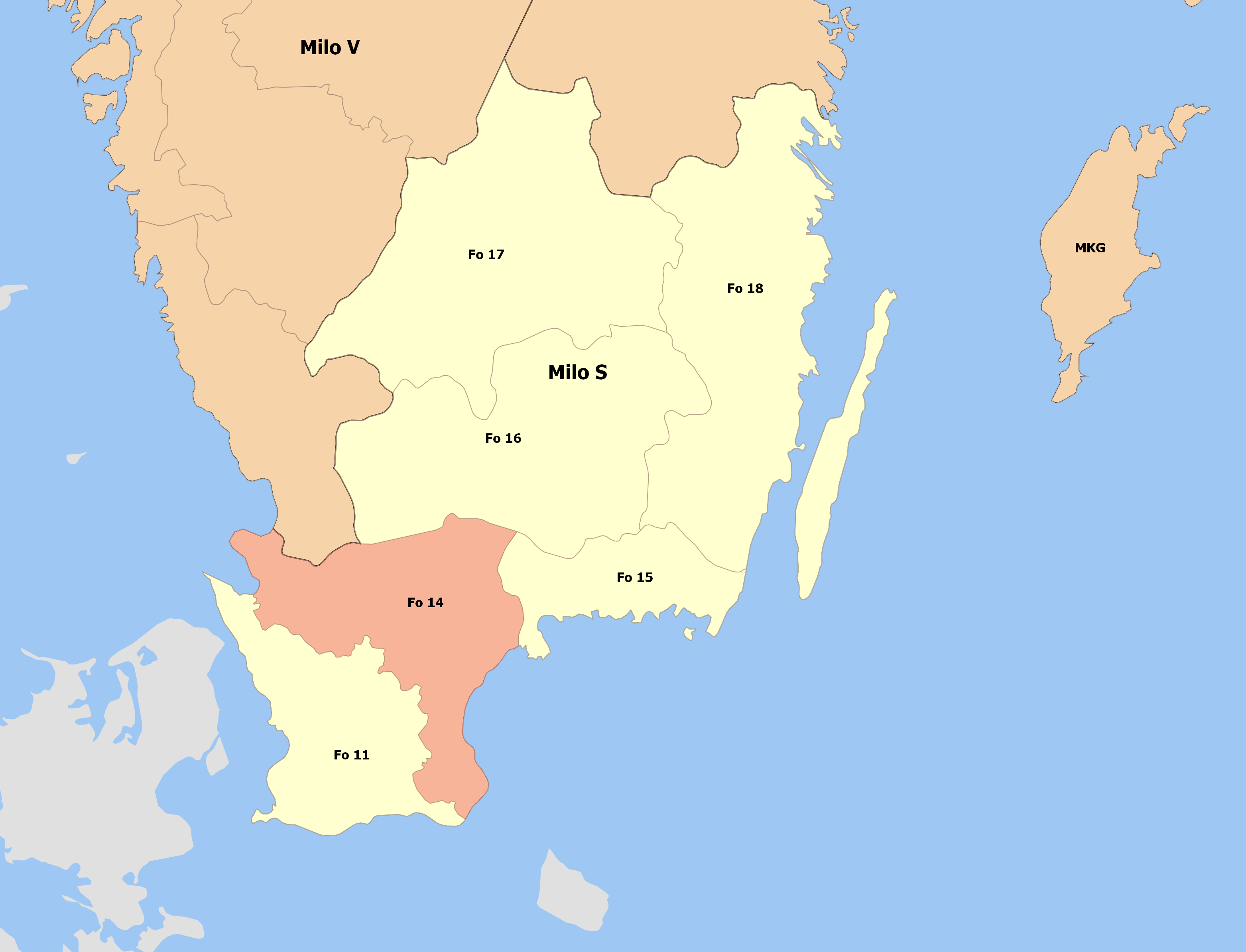
Fo 14 inom Södra militärområdet 1988.
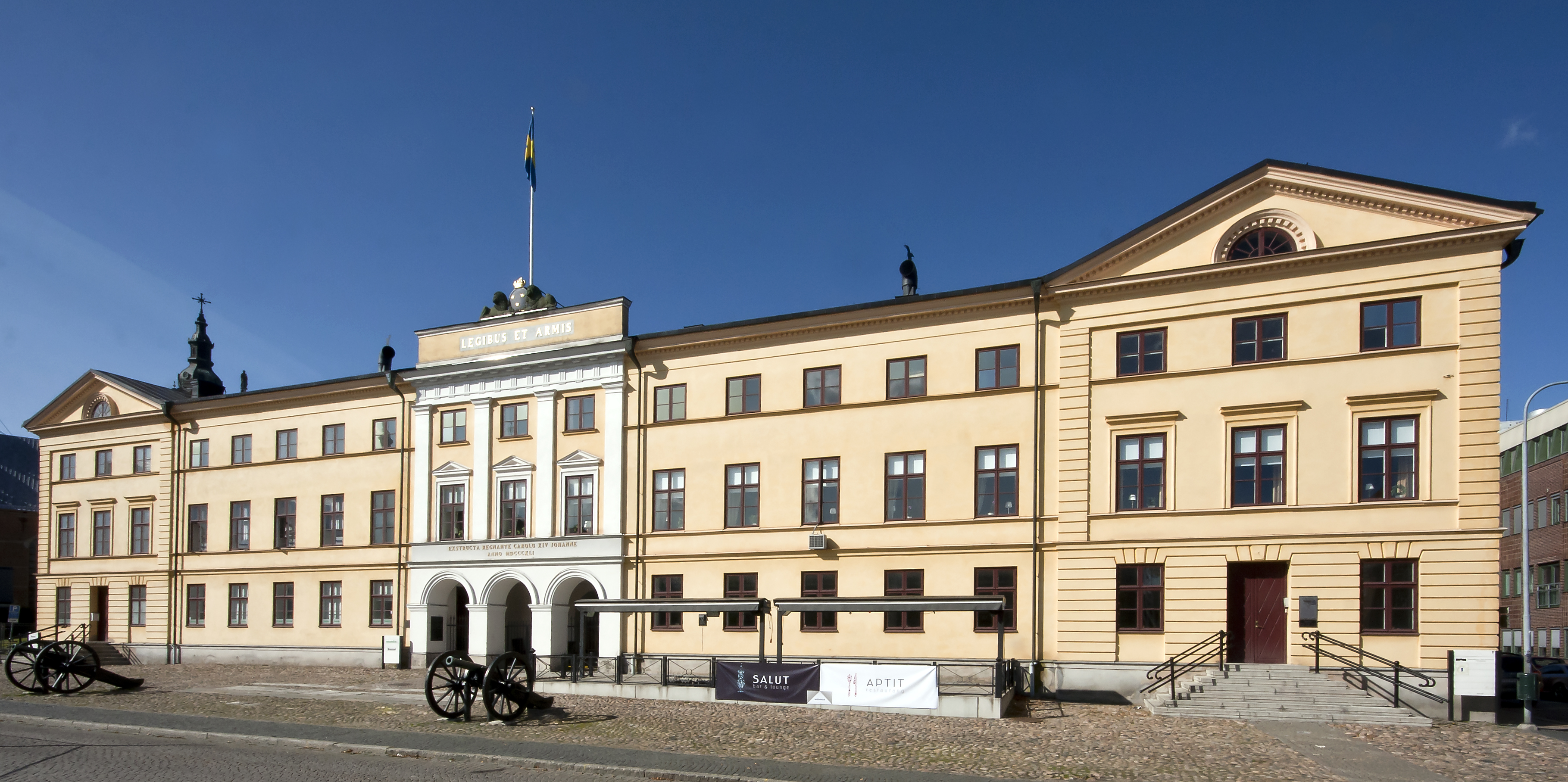
Stora kronohuset i Kristianstad.
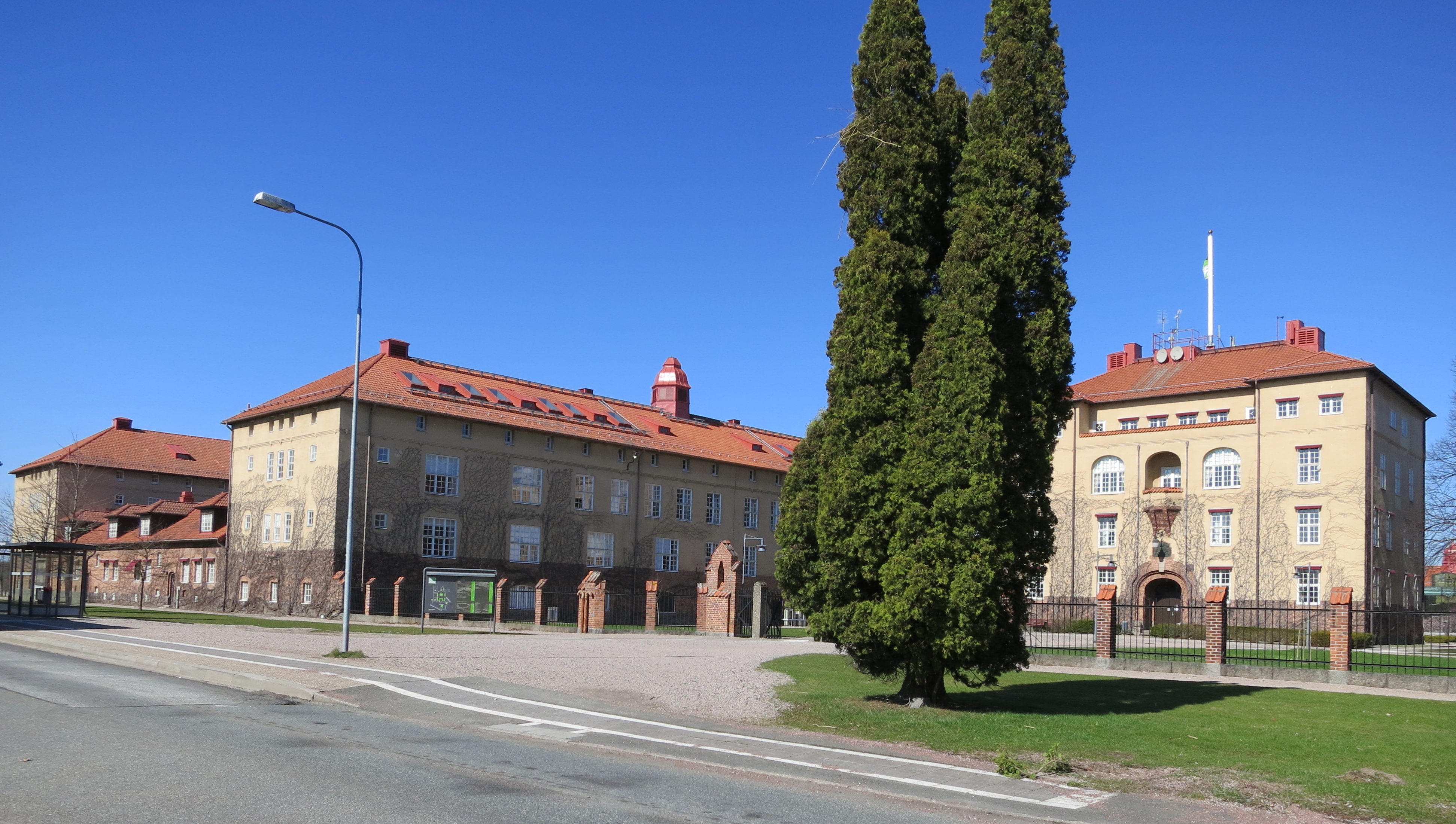
P 6 i Kristianstad.